# 16397 Carlahayden
16397 Carlahayden este o planetă minoră (asteroid) din centura de asteroizi. A fost descoperită pe 15 mai 1982 la Observatorul Palomar de Eleanor F. Helin. 
Obiectul prezintă o orbită caracterizată de o semiaxă mare de 2,2904249 UAi, o excentricitate de 0,01, o înclinație de 4,67065 ° în raport cu ecliptica.